# Termitotrox venus
Termitotrox venus (лат.) — вид термитофильных пластинчатоусых жуков из подсемейства Termitotroginae. Ареал: Юго-Восточная Азия (Камбоджа). Обнаружены в грибных садах в термитниках представителей семейства Termitidae (Isoptera):  Macrotermes cf. gilvus, Hypotermes makhamensis.

## Описание
Мелкие тёмно-коричневые безглазые и бескрылые жуки. Длина тела около 3 мм (от 2,26 до 2,70 мм); ширина головы от 0,84 до 0,93 мм; длина пронотума от 0,92 до 1,14 мм, его ширина от 0,98 до 1,12 мм. Длина надкрылий от 1,12 до 1,53 мм, их ширина от 1,14 до 1,34 мм. Так же как и вид T. cupido, имеет характерные крупные трихомы (железистые придатки жёлтого цвета, выделяющие феромоны для привлечения хозяев термитника) на спинной стороне на надкрыльях, которые отсутствуют у других видов рода Termitotrox. Усики 9-члениковые. 3-члениковая булава усиков желтовато-коричневая. Переднеспинка тёмно-коричневая и у́же, чем надкрылья; несёт почти симметричный рисунок из примерно 9 продольных валиков (рёбер): срединный, парамедианный (paramedian), боковой, сублатеральный и маргинальный. Пронотум с выемкой посередине и плоским роговидным выступом (в задней части), направленным назад. Бёдра и тазики расширенные, лапки короткие. Надкрылья выпуклые, бороздчатые. Лапки 5-члениковые с простыми парными коготками. Брюшко с 5 стернитами.
Вид Termitotrox venus был впервые описан в 2015 году по материалам из Азии. Так как новый вид был найден в тех же местах, что и Termitotrox cupido, названный в честь Купидона (бога любви), то и новому таксону было дано соответствующее имя T. venus: в честь богини любви Венеры.